# 繋留フィラメント
繋留フィラメント（英: anchoring filaments）は、毛細リンパ管を繋留するフィラメント。
リンパ管内皮細胞についているコラーゲン繊維、毛細リンパ管が押しつぶされすぎないようになっていると同時に、毛細リンパ管は組織液を吸収し10から20倍に膨れ上がる。これらは、繋留フィラメントが筋肉や皮膚のズレにより引っ張られて拡張すると考えられる。毛細リンパ管は周りの周囲組織の圧や、皮膚や筋肉につながるファシアによって、大きな影響を受けている。